# 中身汁

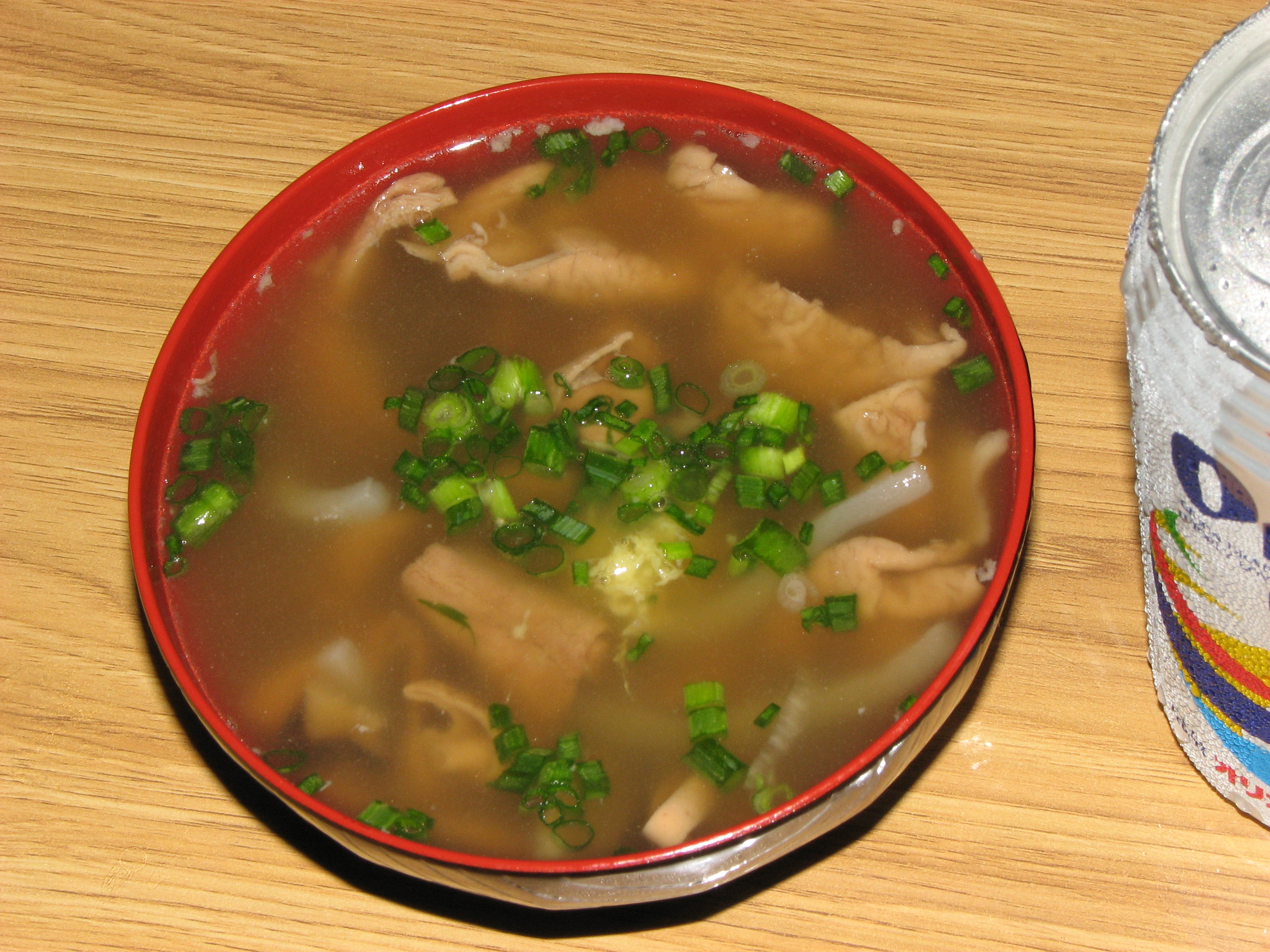
なかみ汁（西表島）

中身汁あるいは中味汁（なかみじる）は、沖縄県の郷土料理の一つ。

## 概要
「中身」とは豚の内臓を指す。つまり中身汁はモツの汁物で、特に小腸や胃を実とする吸物である。具になる内臓の風味はほとんど除かれており、どちらかと言えば鰹節出汁のスープで煮込まれたモツの歯ごたえや食感を楽しむものである。かつての沖縄では正月に備えて年末に豚を潰す習慣があり、その新鮮な臓物を用いた中身汁は本土の雑煮に相当するご馳走であった。現在も沖縄の家庭では正月には欠かせない料理として親しまれている。

## 備考
名物の沖縄そばに中身汁の具を載せた「中身そば」もある。

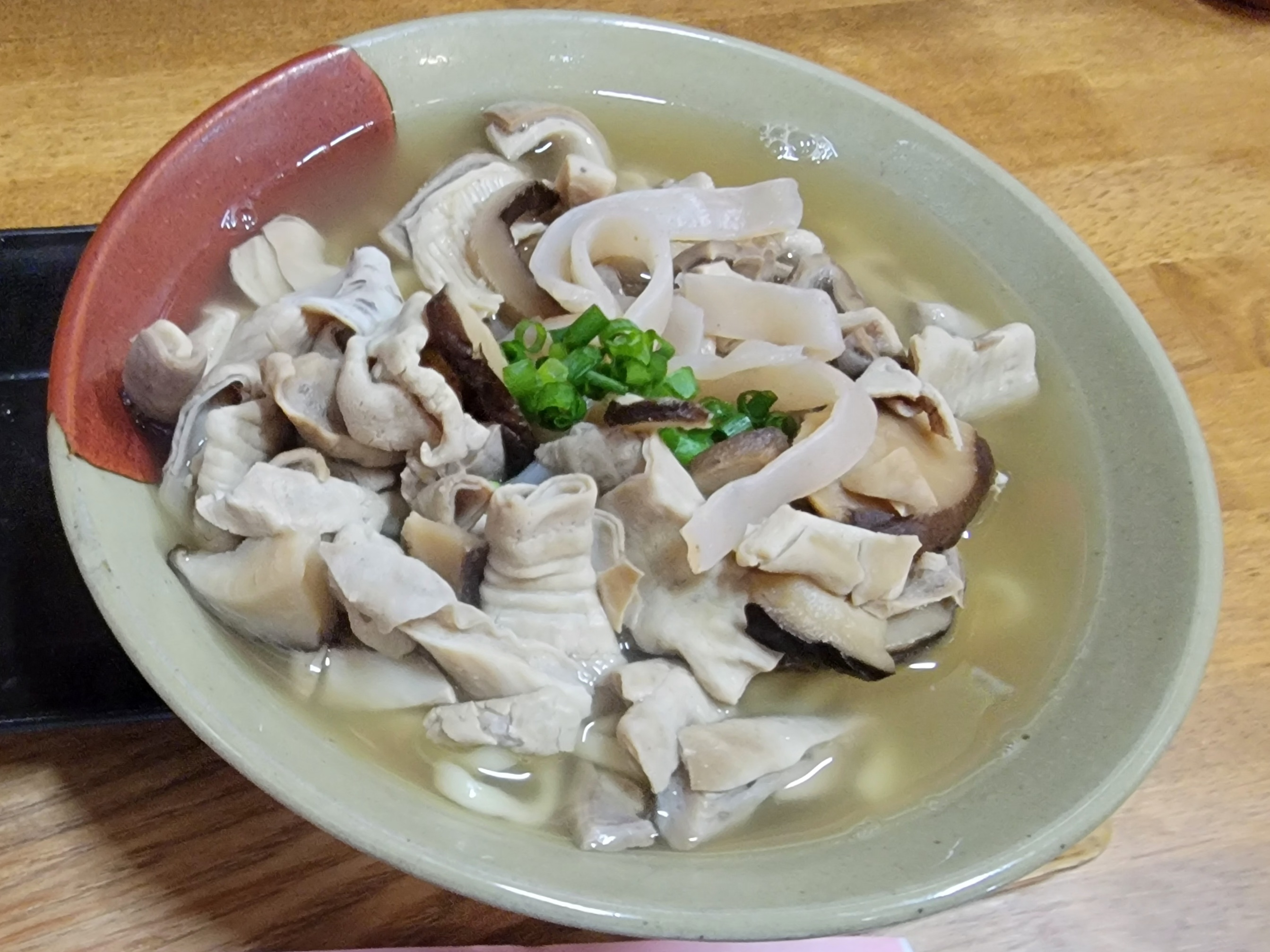
我部祖河食堂の中味そば